# Parafia Narodzenia Najświętszej Maryi Panny w Sanoku
Parafia Narodzenia Najświętszej Maryi Panny w Sanoku-Dąbrówce – rzymskokatolicka parafia należąca do archidiecezji przemyskiej, w dekanacie Sanok I.

## Historia
Dąbrowka była wzmiankowana już w 1523 roku jako wieś niemiecka. 1 stycznia 1962 roku wieś została włączono w granice miasta Sanoka.
1 września 1966 roku dekretem bpa Ignacego Tokarczuka, została erygowana parafia z wydzielonego terytorium parafii Przemienienia Pańskiego. Na kościół parafialny zaadaptowano dawną cerkiew. 1 lipca 1978 roku do parafii przydzielono miejscowości Czerteż, Sanoczek, Zabłotce.
W 1979 roku rozpoczęto budowę nowego kościoła według projektu mgr inż. arch. Romana Orlewskiego. 4 września 1982 roku bp Stanisław Jakiel poświęcił kościół. 2 września 1990 roku kościół został konsekrowany.
Przy parafii swoją działalność prowadzą: Żywy Różaniec, Oaza Rodzin, Akcja Katolicka, Gazeta Parafialna.

## Proboszczowie parafii
- ks. Władysław Stanek (1966–1976)
- ks. prał. Antoni Szypuła (1976–2002)[6][7][8].
- ks. prał. Michał Błaszkiewicz (2002–2024)[9].
- ks. Andrzej Niemiec (od 2024)[10]

## Zasięg parafii
Do parafii należy 2 850 wiernych z Sanoka, mieszkający przy ulicach: Aleja Najświętszej Maryi Panny, II Armii Wojska Polskiego, Asnyka, Batalionów Chłopskich, Bema, Bojko, Dworska, Fasthnachta, Glinice, Granicznej, Kalinowej (prawa strona), Kasprowicza, Krakowskiej, Krzyżanowskiego, ks. Antoniego Szypuły, Kujawskiej, Lewakowskiego, Lisowskiego, Małopolskiej, Mazowiecka, Mazurska, Mokrej, Okulickiego, Piastowskiej, Podlaskiej, Pola, Pollaka, Pomorskiej, Prochaski, Prusa, Rataja, Skołodro, Słuszkiewicza, Stachowicza, Staffa, Stapińskiego, Stefczyka, Stojałowskiego, Suchej, Targowej, Witosa, Zalewskiego oraz Sanok-Dąbrówka, Czerteż, Sanoczek i Zabłotce.

## Kościoły filialne
- Czerteż – kościół zbudowany w latach 1994–1995, według projektu mgr inż. arch. Ludwika Grzybowskiego. 11 czerwca 1994 roku poświęcony.

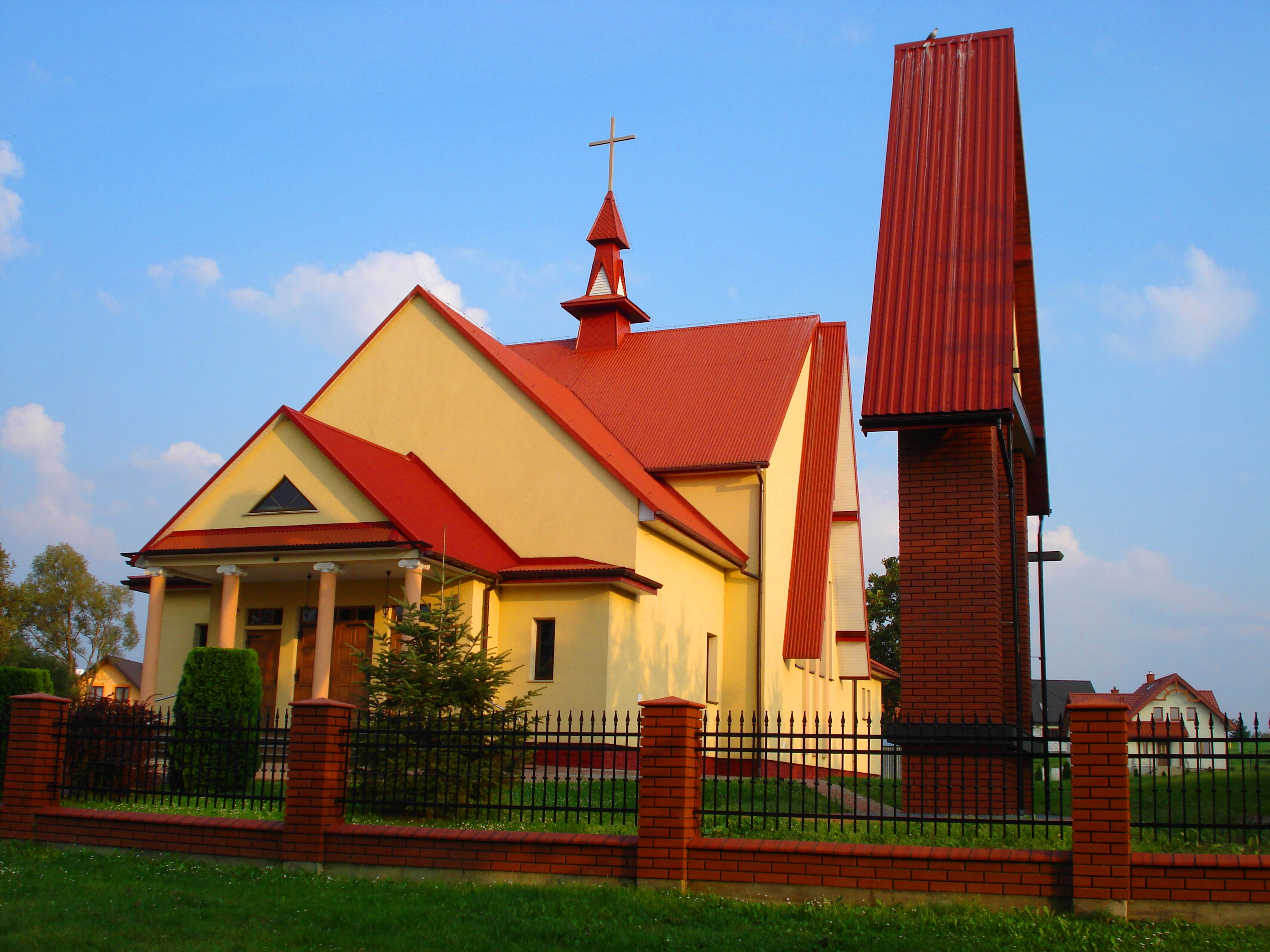
Sanoczek – w 1946 roku zaadaptowano dawną drewnianą cerkiew, na kościół filialny pw. Matki Bożej Królowej Polski. W latach 2010–2015 zbudowano murowany kościół filialny pw. Miłosierdzia Bożego[12].
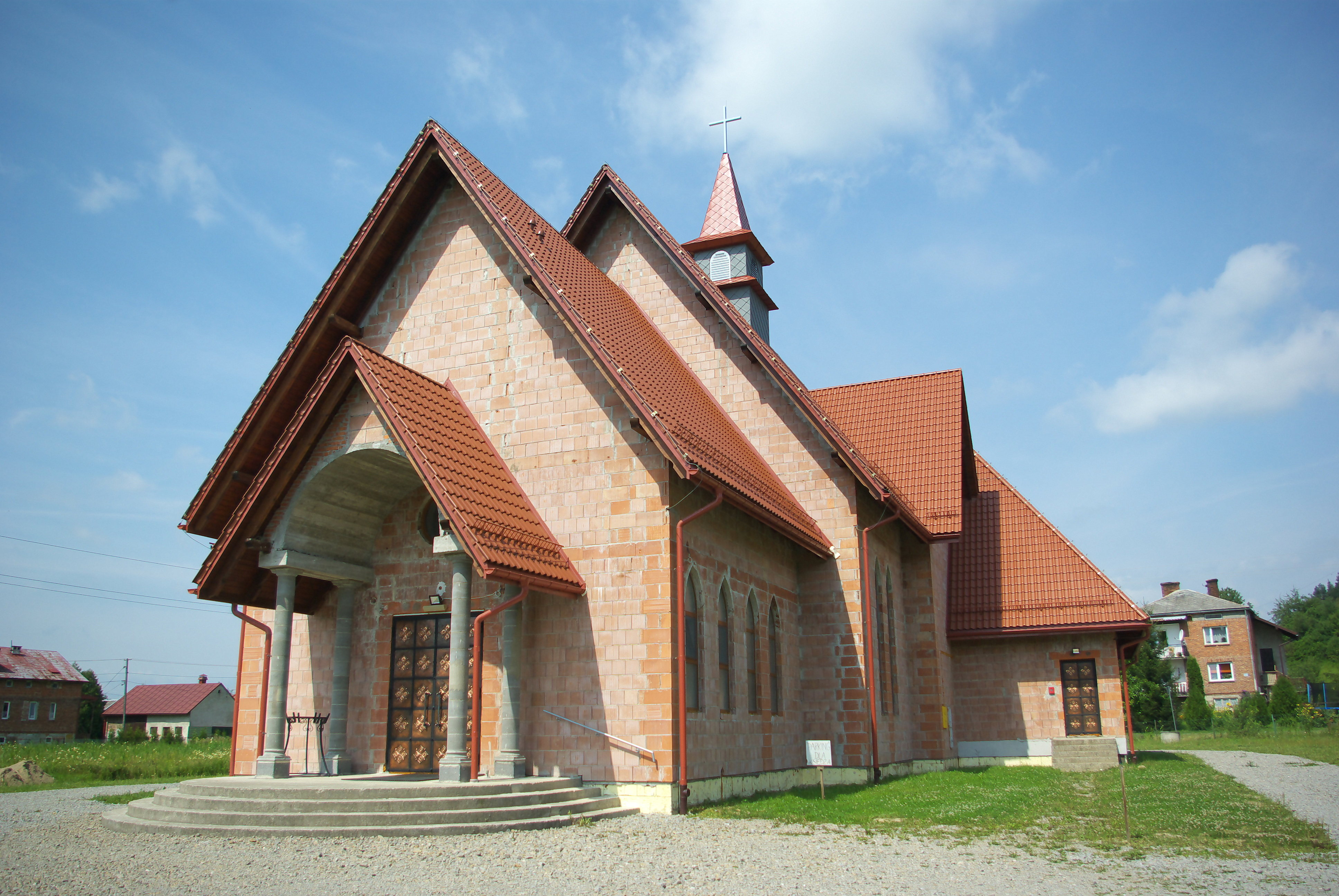
Kościół filialny pw. Miłosierdzia Bożego w Sanoczku (2015)
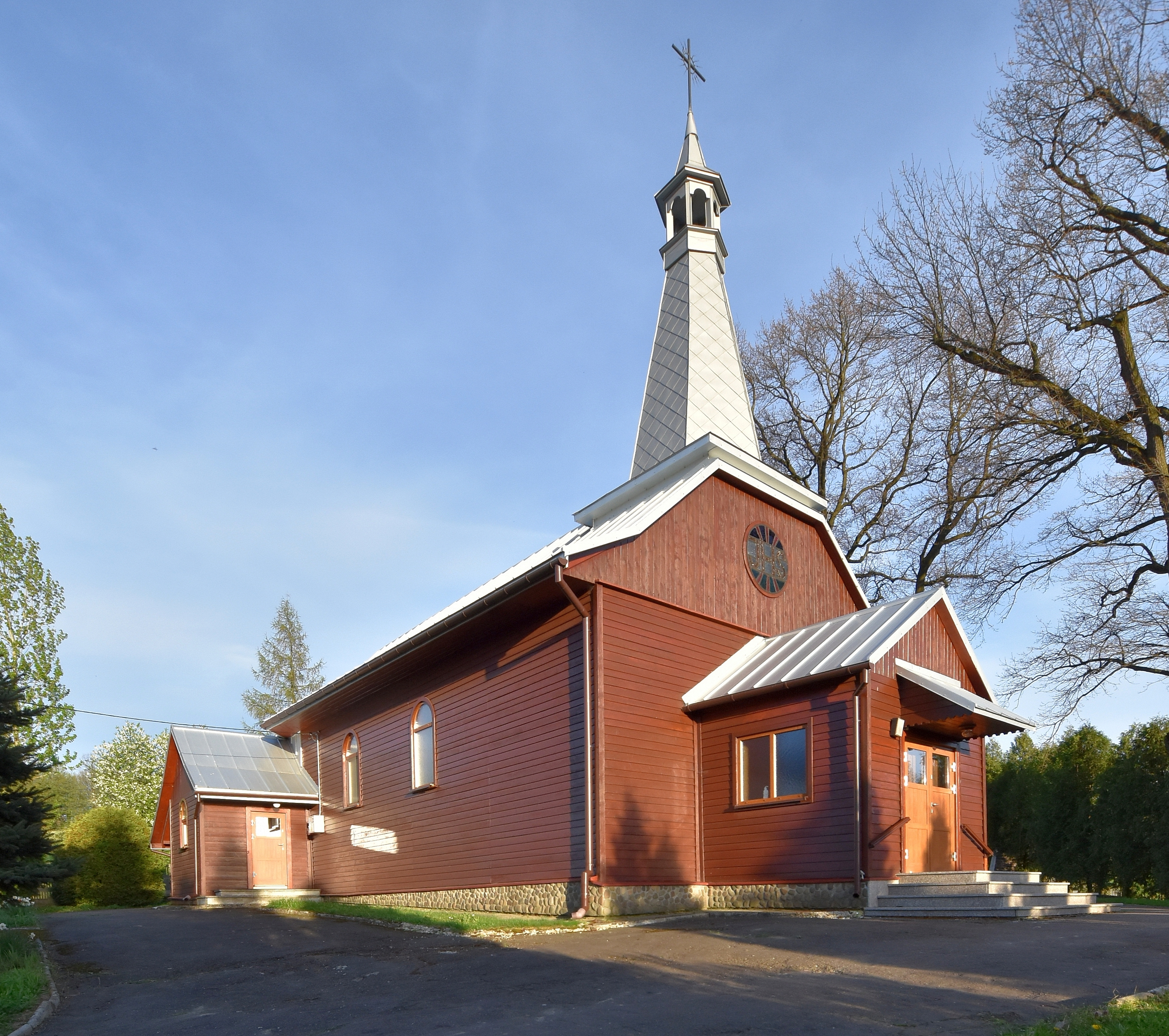
Dawna cerkiew, kościół filialny (1946–2015) w Sanoczku
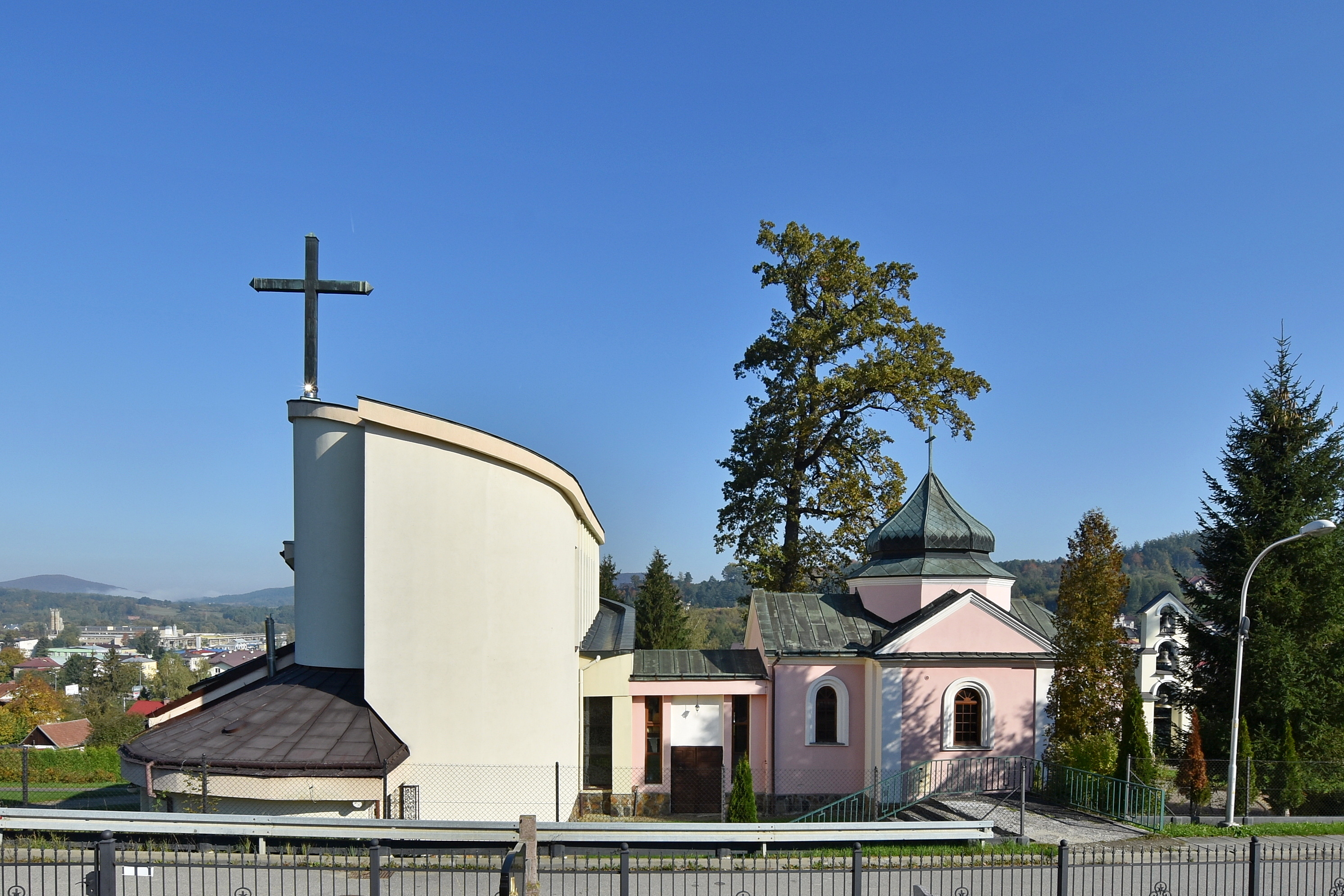
Dawna i obecna cerkiew (1966-1982 kościół parafialny)

## Cmentarz
Powyżej kościoła znajduje się cmentarz parafialny. W jego wschodniej części jest położona zabytkowa kaplica grobowa Tchorznickich, Stankiewiczów i Urbańskich z 1842. Na cmentarzu zostali pochowani m.in. ks. Antoni Szypuła (1928–2003, proboszcz parafii), Ryszard Pytlowany (1959–2009, piłkarz i trener klubu piłkarskiego Stal Sanok), Stanisław Vogel (1954–2011, hokeista).